# The Bee Gees Sing and Play 14 Barry Gibb Songs
The Bee Gees Sing and Play 14 Barry Gibb Songs é o álbum de estreia dos Bee Gees, lançado apenas na Austrália em 1965. Traz alguns singles lançados entre 1963 e 1965, mais três canções inéditas.

## Antecedentes
Os Bee Gees eram um grupo formado por três irmãos que se apresentavam juntos, caracterizado pelas harmonias vocais que faziam. Sua primeira apresentação foi em 28 de dezembro de 1957, em Manchester, Reino Unido. Em agosto de 1958, a família Gibb se mudou para a região de Brisbane/QLD, na Austrália, e lá os irmãos começaram a se apresentar nos intervalos entre corridas no autódromo local, até que foram percebidos pelo DJ Bill Gates, que lhes sugeriu o nome de Bee Gees, e eles começaram a se apresentar no rádio e na televisão. Em setembro de 1962, Barry conseguiu uma audição com o músico australiano Col Joye e seu irmão e empresário Kevin Jacobsen. Após terem ficado impressionados com a apresentação, a família Gibb se mudou para a região de Sydney e Jacobsen providenciou a contratação dos Bee Gees pela Festival Records, no começo de 1963, e assinou com Barry Gibb, então principal compositor do grupo, para a editora musical de Tony Brady, um famoso cantor australiano, a Belinda. Os Bee Gees foram, então, alocados no selo fonográfico Leedon Records, que tinha sido fundado pelo empresário entusiasta de jazz Lee Gordon, em 1958, e começou a ser distribuído pela Festival em 1960, até ser completamente adquirida em 1962.

## Composição e gravação
Com os Bee Gees contratados pela Festival, a gravadora não tinha, inicialmente, intenção de lançar um álbum da banda, mas apenas singles para verificar a receptividade do mercado ao grupo. Paralelamente, eles gravavam vocais de apoio em discos de outros artistas e Barry Gibb mantinha uma carreira profissional de compositor, escrevendo músicas para diversos artistas. A ideia do álbum só surgiu após os Bee Gees terem obtido uma canção entre as cinquenta mais vendidas na Austrália — "Wine and Women", em outubro de 1965. O disco foi composto de músicas gravadas especialmente para o LP e parte dos singles antes lançados, de modo que o período de gravação do álbum pode ser considerado todo o tempo entre a entrada na gravadora e o lançamento do disco.

### Primeiras gravações
As primeiras canções dos Bee Gees a serem gravadas no novo selo foram "The Battle of the Blue and the Grey" e "Three Kisses of Love", gravadas em janeiro de 1963. A primeira é uma canção country com letra que se referia à Guerra de Secessão e a segunda era um doo-wop rápido. Estas faixas foram produzidas por Col Joye e contaram com a presença da banda de apoio The Joy Boys. Em 22 de março, essas canções foram lançadas num single, o primeiro dos Bee Gees, o qual chegou ao 69º lugar na lista de mais tocadas na rádio 2SM, em Sydney, e ao 98º lugar na lista de singles mais vendidos da Austrália, segundo o Kent Music Report, além de ficar entre as 20 mais vendidas na região de Sydney. Segundo Barry Gibb, "Three Kisses of Love" tocou mais nas rádios do que "The Battle...". Apesar disto, nenhuma das canções foi aproveitada para o álbum lançado em 1965.
As sessões de gravação nesta época, supervisionadas pelo engenheiro Robert Iredale, eram caracterizadas pela assertividade. As canções eram gravadas o mais rápido possível e, apenas algumas semanas depois, já estavam sendo vendidas em singles. Não se perdia tempo com experimentações ou novas técnicas de edição — que seriam mais valorizadas com os Beatles no fim da década. Além disto, os Bee Gees ainda não tinham o prestígio da gravadora; então, não tinham direito a marcarem hora no estúdio. Barry escrevia o tempo todo e os irmãos gravavam em pequenos espaços de tempo entre gravações de grandes artistas da Festival. Maurice Gibb se lembra de uma vez em que, estando no estúdio, após terem feito a faixa-base, o engenheiro do estúdio disse que o pub abriria em seis minutos, e, portanto, este era o tempo que o grupo tinha para fazer os vocais, porque ele iria fechar o estúdio. Então, em seis minutos, os Bee Gees tiveram que gravar as vozes em duas faixas e assim finalizaram a gravação.
Em junho de 1963, foram gravadas as canções "Timber!" e "Take Hold of that Star", com produção por Robert Iredale. A primeira é característica da surf music e conta com um violino no seu arranjo; a segunda é uma canção característica do gênero doo-wop. Elas foram lançadas em 29 de julho do mesmo ano num compacto que alcançou o 75º lugar nas paradas australianas, o melhor resultado até então. No fim do ano, os Bee Gees gravaram mais canções próprias, apenas vocais de apoio para Judy Stone, Johnny Devlin e Jimmy Hannan.
Entre o fim de 1963 e o começo de 1964, Barry esteve a escrever diversas canções, mas em geral para outros cantores locais — foram doze canções só entre setembro de 1963 e março de 1964).. Em janeiro de 1964, os Bee Gees gravaram "Peace of Mind" e "Don't Say Goodbye". Em 10 de fevereiro, elas foram lançadas num compacto que chegou apenas ao 73º lugar entre as mais tocadas da rádio 2SM de Sydney. A primeira é representativa do gênero beat, demonstrando a influência da beatlemania sobre o grupo; a segunda, uma balada country. Robin Gibb alega que os Bee Gees, sendo britânicos e tendo vivido alguns anos em Manchester, que fica a pouco mais de cinquenta quilômetros de Liverpool, terra dos Beatles, conheciam a música que era feita naquele lugar e decidiram experimentar esse novo som. Esta mudança se aprofundou quando, em julho, novas canções com o mesmo perfil foram gravadas, desta vez com a banda de apoio The Delawares: "Claustrophobia" — outra canção beat inspirada no som dos Beatles — e "Could It Be", uma canção mais próxima do rock and roll. Ambas foram lançadas num compacto em 17 de agosto de 1964, o qual não entrou nas listas de mais vendidos. Esta falha é atribuída, por Barry Gibb, a uma rejeição que o grupo vinha sofrendo pelas comparações feitas com os Beatles. Apesar de lançarem singles antes de o grupo liverpudliano ser ouvido na Austrália, a incorporação, pelos Bee Gees, de um som semelhante ao ouvido nos discos Please Please Me e With the Beatles, levou o público australiano a considerá-los cópias do grupo britânico. A gravadora dos Bee Gees, então, decidiu que eles deveriam dar uma pausa no uso do repertório próprio e começar a interpretar canções de outros compositores. Desta forma, em setembro de 1964, os Bee Gees gravaram versões de duas canções norte-americanas: "Turn Around, Look at Me" (de Jerry Capehart) e o tema de abertura da série The Travels of Jaimie McPheeters, uma série norte-americana de faroeste exibida entre 1963 e 1964 na rede ABC e transmitida na época do lançamento do single na Austrália, composto por Jerry Winn e Leigh Harline. O single foi lançado em 12 de outubro de 1964 e alcançou o 94º lugar entre os mais vendidos da Austrália, segundo o Kent Music Report, chegando ainda ao 71º lugar entre as mais tocadas da rádio 2SM de Sydney. Um resultado ainda pouco bem-sucedido. Nenhuma das faixas entrou na lista final do álbum, por não terem sido compostas pelos Bee Gees.
Em dezembro de 1964, os Bee Gees gravaram duas canções com um amigo de infância, Trevor Gordon, que depois veio a fazer parte da dupla The Marbles, um one-hit wonder dos anos 1960. "House without Windows" e "And I'll Be Happy" foram lançadas como single em janeiro de 1965, o qual alcançou o 16º lugar entre as músicas mais tocadas da rádio 7HT de Hobart/TAS, não tendo alcançado relevância nacional. Então, em fevereiro de 1965, a gravadora buscou, mais uma vez, que os Bee Gees gravassem uma canção de outro artista, para tentar conseguir um sucesso. Desta vez, foi gravada "Every Day I Have to Cry", de Arthur Alexander, lançada num compacto em março do mesmo ano, tendo, no lado B, a canção "You Wouldn't Know", de autoria de Barry Gibb, uma canção com maior influência R&B. Nas duas canções, a habilidade vocal do grupo é melhor explorada, com Robin Gibb fazendo uma intervenção mais livre no fim de ambas as músicas, o que pode ter sido influência do novo engenheiro da Festival, Bill Shepherd, recém chegado da Inglaterra, que substituiu Robert Iredale. "You Wouldn't Know", inclusive, tem um final mais livre, com risadas, que foram cortadas do seu primeiro lançamento em CD, no disco Brilliant from Birth, em 1998, mas apareceram no LP original e no relançamento de 2013. Apesar disto, o single foi outro fracasso nas listas, de tal forma que Barry decidiu que só gravaria canções próprias, pois, "se era para ter fracasso, que fossem com as próprias músicas".

### Primeiro sucesso e projeto do álbum
Na metade de 1965, a Festival já estava usando toda a habilidade de produção musical de Bill Shepherd. Ele, por sua vez, percebeu o talento dos Bee Gees e decidiu aproveitar melhor o grupo. Os irmãos mais novos começaram a desenvolver suas habilidades instrumentais e vocais. Dessa sessão especialmente produzida por Bill, em agosto de 1965, saíram "Wine and Women" e "Follow the Wind". A primeira é uma valsa beat, o que a distinguia de outras canções "beatlescas", e a segunda é um folk pop. Ambas contam com vocais por Barry e Robin, e Maurice tocando guitarra e baixo se torna mais evidente; é possível perceber ainda Robin tocando órgão. Conta-se que a gravadora pretendia já demitir os irmãos de seu elenco de artistas. Porém, Shepherd decidiu gravar as canções e, depois, em contato com a gravadora, convenceu-a a lançar as músicas, uma vez que já estavam gravadas. O lançamento, em setembro, serviu como um ultimato, de tal forma que, se as vendas deste compacto não fossem boas, os irmãos seriam dispensados da gravadora. Os irmãos pesquisaram, então, como era feita a pesquisa das listas de mais vendidos em Sydney e decidiram gastar duzentas libras para comprar discos e fazê-lo crescer nas listas para que, ao menos, fosse notado pelas rádios locais. A tática deu certo, de forma que o single alcançou, com a manobra, o 35º lugar nas listas de Sydney. A partir daí, começou a receber airplay  e conseguiu chegar ao 47º lugar entre os mais vendidos de toda a Austrália.
Com um primeiro sucesso, foi permitido aos Bee Gees continuar na gravadora. Em outubro de 1965, eles gravaram mais duas músicas utilizando a mesma fórmula do anterior — uma valsa beat no lado A e uma canção folk no lado B: "I Was a Lover, a Leader of Men" e "And the Children Laughing". A primeira, porém, é mais produzida, sendo a maior faixa do disco com 3'35", e contando com um final dissonante em pop barroco; a segunda contém letra antiguerra pela primeira vez na discografia dos irmãos. Estas canções foram lançadas em outubro ou novembro de 1965, mas só alcançaram o 85º lugar entre os mais vendidos da Austrália. Mas a rádio 5KA, de Brisbane/QLD, deu a Barry o prêmio Top Talent pela canção "I Was a Lover, a Leader of Men".
Apesar de mais um compacto com baixas vendas, a gravadora aprovou o lançamento de um álbum. Barry poderia ter composto músicas especificamente para o álbum, mas, como os primeiros singles dos Bee Gees já tinham saído de catálogo, criou-se um conceito de resgatar essas primeiras canções que não tinham sido sucessos, além de apresentar as faixas mais recentes. Selecionou-se, então, das dezoito canções gravadas pelos Bee Gees, apenas aquelas que tinham sido compostas por Barry Gibb (excluindo, pois, "Turn Around, Look at Me", "Theme from Jaimie McPheeters" e "Every Day I Have to Cry") e que tinham sido interpretadas somente pelo grupo (excluindo as duas lançadas com Trevor Gordon). Dentre as restantes, os dois compactos mais recentes foram aproveitados, e as duas primeiras músicas na carreira dos irmãos foram rejeitadas, restando, então, onze músicas. Para completar o álbum, foram, então, gravadas mais três canções em outubro especificamente para o álbum. Das três canções gravadas especificamente para o álbum "I Don't Think It's Funny" é a primeira com vocal principal inteiramente por Robin Gibb."To Be or Not to Be" é a faixa mais rock and roll que os irmãos fizeram até então, comparada às faixas de Jerry Lee Lewis; e "How Love Was True" é uma balada com harmonia vocal pelos três irmãos e ocasional solo por Robin.

## Lançamento e promoção
O disco não obteve sucesso. Foi sugerido que a escolha por relançar material antigo com novo foi mais uma escolha da Festival em evitar investir nos irmãos, optando pelo caminho mais fácil. Essa negligência também se fez perceber em pequena promoção do álbum. Em 1967, quando os Bee Gees começaram a fazer sucesso na Inglaterra, o disco foi relançado pela Calendar Records, mas este relançamento também é raro.
Posteriormente ao lançamento do álbum, foi gravado o single "I Want Home" / "Cherry Red" ainda pela Leedon. Foi a última gravação do grupo na gravadora e com o produtor Bill Shepherd — este saiu da Festival; aqueles se mudaram para o selo Spin Records.

## Faixas
LP Leedon LL-31.801 (1965) / Calendar R-66241 (1967) / CD Warner/Festival FEST601006
Todas as faixas escritas e compostas por Barry Gibb. 
| Lado A |                                  |                   |         |  |
| N.º    | Título                           | Vocais principais | Duração |  |
| 1.     | "I Was a Lover, a Leader of Men" | Barry Gibb        | 3:34    |  |
| 2.     | "I Don't Think It's Funny"       | Robin Gibb        | 2:56    |  |
| 3.     | "How Love Was True"              | Robin             | 2:20    |  |
| 4.     | "To Be or not to Be"             | Barry e Robin     | 2:12    |  |
| 5.     | "Timber!"                        | Barry             | 1:49    |  |
| 6.     | "Claustrophobia"                 | Barry             | 2:17    |  |
| 7.     | "Could It Be"                    | Barry             | 2:06    |  |

| Lado B         |                             |                   |         |  |
| N.º            | Título                      | Vocais principais | Duração |  |
| 8.             | "And the Children Laughing" | Barry             | 3:23    |  |
| 9.             | "Wine and Women"            | Barry e Robin     | 2:58    |  |
| 10.            | "Don't Say Goodbye"         | Barry             | 2:23    |  |
| 11.            | "Peace of Mind"             | Barry             | 2:23    |  |
| 12.            | "Take Hold of That Star"    | Barry             | 2:41    |  |
| 13.            | "You Wouldn't Know"         | Barry e Robin     | 2:08    |  |
| 14.            | "Follow the Wind"           | Barry e Robin     | 2:08    |  |
| Duração total: | Duração total:              | Duração total:    | 35:24   |  |

## Formação
Retirado do site Gibb Songs:
- Barry Gibb - voz, guitarra
- Robin Gibb - voz, gaita (6,7), órgão (1,2,3,4,8,9,14)
- Maurice Gibb - voz, guitarra, órgão (13)
- Bruce Davis - guitarra
- Leith Ryan - guitarra
- Bill Swindels - baixo
- Laurie Wardman - bateria
- outros - baixo, bateria, guitarra solo, violino, piano
- Robert Iredale - engenheiro
- Bill Shepherd - produtor (1,2,3,4,8,9,14)

Gravado no estúdio da Festival Records, em Pyrmont (grande Sydney)/NSW, Austrália.